# Anomoia bivittata
Anomoia bivittata är en tvåvingeart som beskrevs av Wang 1996. Anomoia bivittata ingår i släktet Anomoia och familjen borrflugor. Inga underarter finns listade i Catalogue of Life.